# Exclusiva
En periodismo, una exclusiva o primicia es una noticia publicada por un periodista o medio de comunicación antes que nadie y de excepcional originalidad, importancia, sorpresa o interés. Generalmente, debido a su carácter excepcional, proviene de una fuente exclusiva y desconocida.

## Definición
El diccionario de la Real Academia Española, en su cuarta acepción, define exclusiva como “Noticia conseguida y publicada por un solo medio informativo, que se reserva los derechos de su difusión”. 
La palabra proviene del latín, en concreto, de la raíz latina exclusivus.  Su significado venía a ser la exclusión de algo o alguien sobre un asunto o sobre otro grupo. Es decir, que un asunto solo afectaba a un determinado grupo y dejaba fuera de ello al resto.

## Uso periodístico
Conseguir una exclusiva es algo que da prestigio a los periodistas. Destapar casos de corrupción, o historias excepcionales para que salgan a la luz es algo que buscan los periodistas. Las exclusivas según Javier Fumero, director de El Confidencial Digital, “se consiguen llamando”. Para ello se requiere de un gran número de fuentes fiables, y de la rapidez de los redactores. El primero que se haga con la exclusiva es quién se hace con el mérito.
Las exclusivas no son improvisadas. Los periódicos deben seguir temas que puedan convertirse en noticias, para que, llegando el momento se puedan convertir en exclusiva. A través de la investigación periodística es cómo se consiguen las exclusivas.
Las exclusivas son una manera de diferenciación de los medios de comunicación. En ocasiones, el impulso de dar la exclusiva sobre un hecho hace que los medios se lleguen a precipitar. Como por ejemplo el diario El País, que en agosto de 2019 publicaba la muerte de Juan Carlos I. El rey emérito se había sometido a una operación cardiaca, y el diario se precipitó a la muerte del monarca, que finalmente no ocurrió, por querer ser el primero en publicar esa exclusiva. Por otro lado, las fuentes falsas o, incluso, las fake news, pretenden hacerse pasar por exclusivas reales. Lo cual puede confundir la realidad. Y eso consigue todo lo contrario al prestigio que da anunciar una gran exclusiva.

## Exclusivas en el periodismo digital
Con las nuevas tecnologías las exclusivas son más fáciles de difundir. Tanto las verdaderas como las falsas. Los lectores las pueden compartir con un click a través de Facebook o Twitter. También, la rapidez de Internet, hace que todo cambie en cuestión de segundos. Por ese motivo las exclusivas se convierten en fenómenos fugaces. Esto hace más difícil la valoración por parte de los lectores del trabajo de investigación que queda haber detrás. Con ello la exclusiva ha perdido valor práctico. Aunque, aun así, las exclusivas siguen marcando las agendas de los medios.

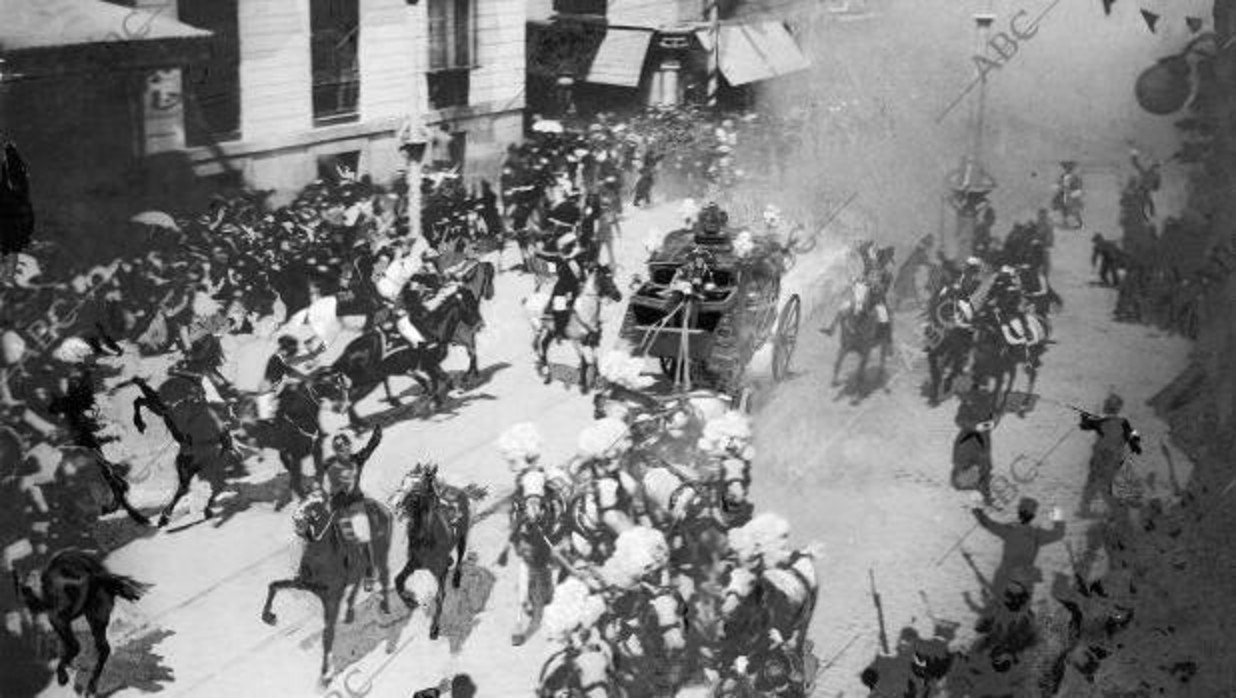
Imagen capturada por Eugenio Mesonero Romanos del estallido de la bomba en el número 88 de la calle Mayor de Madrid. Esta imagen fue publicada en ABC.

## Primera exclusiva en España
La primera exclusiva que dio en el periodismo español vino de la mano de ABC. Apareció en la publicación del 1 de junio de 1906, el día después de la boda entre Alfonso XIII y Victoria Eugenia de Battenberg. ABC cubrió aquella boda real con una gran cantidad de fotógrafos por todos los lugares por los que pasaba la comitiva nupcial. Durante el desafile de los reyes, un anarquista. Mateo Morral, lanzó una bomba camuflada entre un ramo de flores. Eugenio Mesonero Romanos, descendiente de Ramón Mesonero Romanos, fotografió el momento de explosión en el número 88 de la calle Mayor de Madrid. Torcuato Luca de Tena, director de ABC en aquel entonces, compró esa fotografía que se publicaría al día siguiente. Consiguiendo así la primera exclusiva del periodismo español, dado que ningún otro periódico de la época logró captura la imagen del atentado.